# Léon Boes
Pour les articles homonymes, voir Boes.
Léon Boes, né à Paris le 1er mars 1904 et mort dans la même ville le 28 décembre 1972, est un arbitre de football français. Il a arbitré de 1936 à 1953 et fut affilié à Paris. Il fut aussi arbitre international.

## Carrière
Il a officié dans des compétitions majeures :
- Coupe de France de football 1940-1941 (finale)
- Coupe de France de football 1947-1948 (finale)
- Coupe d'Afrique du Nord de football 1948-1949 (finale)